# 吳宇英
吳宇英（17世紀—17世紀），字仲淵，四川都司利州衛籍，四川保寧府廣元縣人，明朝政治人物。

## 生平
吳宇英是天啟七年（1627年）的舉人，崇禎元年（1628年）聯捷進士，獲授良鄉知縣，於城東修建魁樓振興文教，改任清苑，入朝為工科給事中，彈劾孫傳庭縱容流寇進入四川，陞戶科左給事中，之後辭官回鄉。
崇禎十年（1637年），張獻忠禮聘吳宇英擔任其屬下川北巡撫，他燒毀聘書、斬殺來使，散盡家財招募五千名勇士鎮守神仙洞，受圍三月糧食耗盡，吳氏全家與洞中二千人一同自殺死。

## 引用
1. 1 2  錢海岳《南明史·卷三十六·列傳第十二》：搢紳死難者，吳宇英、楊師【希】旦、蔡如蕙、莊祖詔、莊祖誥、王秉乾、王履亨、乾曰貞、張于廉、趙鴻偉、丘大坊、張鳳翽、何繼皋。……宇英，廣元人。崇禎元年進士。良鄉、定海【清苑】知縣，遷工科給事中，劾孫傳庭縱寇入蜀。調戶科，獻忠禮請巡撫川北，火書斬使，出財募兵五千，守神仙洞。受圍三月食盡，一門自經，洞中二千人並死。
2. ↑  乾隆《廣元縣志·卷十一·師儒》：明進士 吳宇英 利州衛人，崇禎（天啟）丁卯科中式，戊辰科聯捷，初任北直良鄉縣，調繁浙江定海縣【清苑縣】，行取戶科給事中，有進士坊建立中街，明末兵燹無存
3. ↑  光緒《良鄉縣志·卷四·官師志》：吳宇英，四川人，崇貞戊辰進士，振興文教，建魁樓於城東南隅，人材蔚蔚中起有人，崇貞辛未年任。
4. ↑  《古今圖書集成·明倫彙編·官常典·卷七百五十五·忠烈部名臣列傳》：蜀中士大夫在籍死難者……廣元則戶科左給事中吳宇英……
5. ↑  《欽定勝朝殉節諸臣錄·卷三》：戶科給事中吳宇英，廣元人；里居，散家貲，募士三千人，屯山中；崇禎十年，獻賊擊之，拒守三月，糧盡，自縊死。 見明史及輯覽